# Johan van de Brake
Johan van de Brake (Doornspijk, 7 april 1916 - Elburg, 1 februari 1982) was een Nederlands landbouwer en politicus.
Van de Brake was een veehouder in Elspeet, die in 1967 voor de Boerenpartij lid werd van de Tweede Kamer. Hij was van 1967 tot 1968 tevens secretaris van de Boerenpartij.
Toen in 1968 een conflict uitbrak tussen Hendrik Koekoek en Evert Jan Harmsen, de twee kopmannen van de fractie van de Boerenpartij, koos Van de Brake de zijde van Harmsen. Vier leden splitsten zich af en gingen verder onder de naam Groep Harmsen.
Van de Brake was gehuwd. Hij overleed in 1982 op 65-jarige leeftijd.
- Biografisch Portaal: 44392843
- Parlement.com: vg09lkyneeqz